# Mallodrya subaenea
Mallodrya subaenea is een keversoort uit de familie Synchroidae. De wetenschappelijke naam van de soort is voor het eerst geldig gepubliceerd in 1888 door Horn.